# (4136) Artmane
(4136) Artmane es un asteroide perteneciente al cinturón de asteroides, descubierto el 28 de marzo de 1968 por Tamara Mijáilovna Smirnova desde el Observatorio Astrofísico de Crimea (República de Crimea).

## Designación y nombre
Designado provisionalmente como 1968 FJ. Fue nombrado Artmane en honor a la actriz de Latonia Vija Artmane.